# 小行星4107
小行星4107（英語：4107 Rufino）是一颗围绕太阳公转的小行星。1989年4月7日，埃莉諾·赫琳在帕洛马山发现了此天体。
这颗小行星的绝对星等为312.1890293458075等。